# Identitat de Picone
En el camp de les equacions diferencials ordinàries, la identitat de Picone, anomenada així en honor del matemàtic italià Mauro Picone (1885-1977), és un resultat clàssic sobre equacions diferencials lineals homogènies de segon ordre. Des de la seva creació el 1910 s'ha utilitzat amb gran èxit en associació amb una demostració gairebé immediata del teorema de comparació de Sturm-Picone, un teorema que la seva demostració va quedar recollida en moltes pàgines de les memòries originals de Sturm de 1836. També és útil per estudiar l'oscil·lació d'aquest tipus equacions (identitat de Mingarelli) i s'ha generalitzat a un altre tipus d'equacions diferencials i equacions de diferència.
La identitat de Picone s'utilitza per provar el teorema de comparació de Sturm-Picone.

## Identitat de Picone
Suposem que {\displaystyle u} i {\displaystyle v} són solucions de les dues equacions diferencials lineals homogènies de segon ordre en forma autoadjunta
{\displaystyle (p_{1}(x)u')'+q_{1}(x)u=0}
i
{\displaystyle (p_{2}(x)v')'+q_{2}(x)v=0.}
Llavors, per a tot {\displaystyle x} amb {\displaystyle v(x)\neq 0}, es manté la identitat següent:
{\displaystyle \left({\frac {u}{v}}(p_{1}u'v-p_{2}uv')\right)'=\left(q_{2}-q_{1}\right)u^{2}+\left(p_{1}-p_{2}\right)u'^{2}+p_{2}\left(u'-v'{\frac {u}{v}}\right)^{2}.}

## Demostració
{\displaystyle \left({\frac {u}{v}}(p_{1}u'v-p_{2}uv')\right)'=\left(up_{1}u'-p_{2}v'u^{2}{\frac {1}{v}}\right)'=u'p_{1}u'+u(p_{1}u')'-(p_{2}v')'u^{2}{\frac {1}{v}}-p_{2}v'2uu'{\frac {1}{v}}+p_{2}v'u^{2}{\frac {v'}{v^{2}}}=}
{\displaystyle =p_{1}u'^{2}-2p_{2}{\frac {uu'v'}{v}}+p_{2}{\frac {u^{2}v'^{2}}{v^{2}}}+u(p_{1}u')'-(p_{2}v')'{\frac {u^{2}}{v}}=}
{\displaystyle =p_{1}u'^{2}-p_{2}u'^{2}+p_{2}u'^{2}-2p_{2}u'{\frac {uv'}{v}}+p_{2}\left({\frac {uv'}{v}}\right)^{2}-u(q_{1}u)+(q_{2}v){\frac {u^{2}}{v}}=\left(p_{1}-p_{2}\right)u'^{2}+p_{2}\left(u'-v'{\frac {u}{v}}\right)^{2}+\left(q_{2}-q_{1}\right)u^{2}}